# Dastar Bungga
Der Dastar Bungga ist eine Schutzwaffe und ein Waffenträger aus Indien.

## Beschreibung
Der Dastar Bungga wird von den Akali Sikhs in Indien benutzt. Er besteht in der Regel aus Stoff, hat eine konische Form und ist etwa 50 cm hoch. Meist ist seine Farbe Indigo-Blau. Im Inneren ist er mit Wicklungen aus Rattan verstärkt. Die Sikh benutzten den Dastar Bungga als Träger für die von ihnen im Kampf verwendeten Wurfringe (Chakram, oder Quoit). Die Chakram werden auf den Turban aufgesteckt und sind so schnell griffbereit. Da es die Chakram in verschiedenen Durchmessern gibt, passen viele auf den Turban, da sie zusätzlich ein niedriges Gewicht haben. Auch andere Waffen wie kleine Dolche oder auch Baghnakh wurden getragen. Bei manchen Versionen wurden auf der Vorderseite längere Dolche oder verzierende, flache Metallstangen angebracht, die den Turban zusätzlich schützten und verstärkten. Bei aufgesteckten Chakram diente er ebenfalls als Helm.